# کرانون

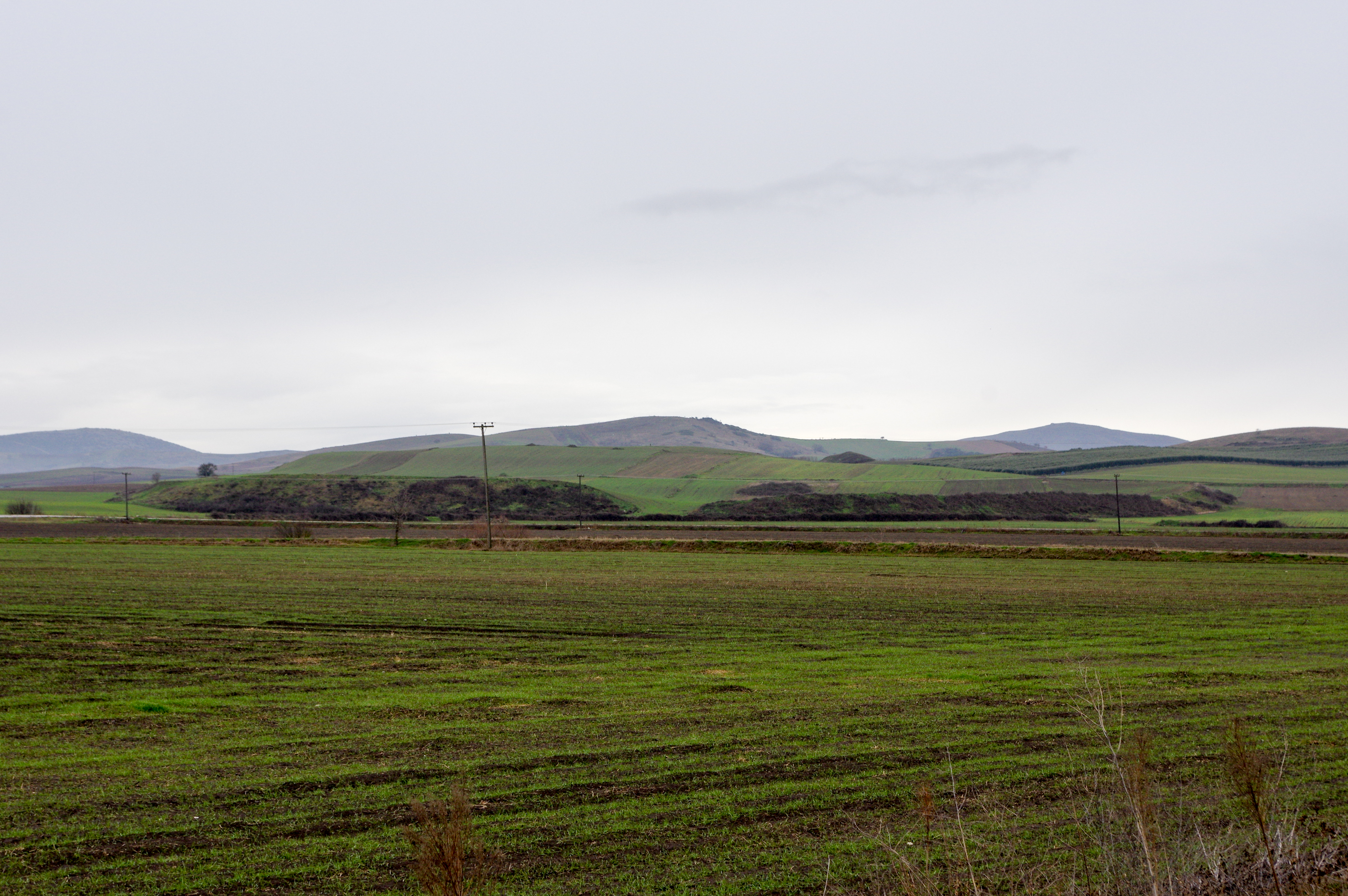
محوطه باستانی پالئالاریسا در کرانون.

کرانون (یونانی باستان: Κρανών) منطقهٔ مسکونی و پولیسی در استان تسالی باستان بود. به نقل استرابون این ناحیه در فاصله ۱۰۰ استادیا از گیرتون قرار داشته است. گفته می‌شود کهن‌ترین نام آن افیرا (Ὲφύρη یا Ὲφύρα) بوده است که پیش از ورود تسالی‌ها به این نام خوانده می‌شده.
این مکان زادگاه لوسیماخوس است.